# Râul Moara Dracului, Drăgan
Râul Moara Dracului este un curs de apă, afluent al râului Drăgan. 

## Hărți
- Harta Munții Bihor-Vlădeasa  Arhivat în 9 iunie 2008, la Wayback Machine.
- Harta Munții Vlădeasa